# كريستوفر شوارتز
كريستوفر شوارتز (بالإنجليزية: Chris Schwarze)‏ هو لاعب كرة قدم أمريكي في مركز الدفاع، ولد في 9 مارس 1983 في كاماريلو في الولايات المتحدة. لعب مع فيرجينيا بيتش مارينرز.